# Urška Ferligoj
Urška Ferligoj, znana tudi kot pastirica Urška, slovenska pastirica in Marijina vidkinja, * 1526, Grgar, † 1544, Grgar.

## Otroštvo
Točni datum Urškinega rojstva ni poznan, saj je župnijski arhiv v Solkanu, kjer so bili ti podatki zapisani, leta 1600 zgorel, listine, ki so jih hranili frančiškani na Sveti Gori, pa so se izgubile. Po ustnem izročilu se je Urška rodila revnima kmetoma leta 1526 v Grgarju, v hiši, ki so ji rekli Pri Piskovih. Že kot deklica je začela delati kot pastirica. Pogosto je pasla ovce na Skalnici, kjer je nekoč stala cerkev, ki so jo leta 1496 porušili Turki.

## Marijino prikazanje
Ko je neke junijske sobote po binkoštih leta 1539 Urška pasla ovce na Skalnici, se ji je prikazala Devica Marija z Detetom Jezusom v naročju. Mati Božja ji je v slovenskem jeziku naročila: "Povej ljudstvu, naj mi tukaj postavi hišo in me prosi milosti." Urška je to sporočilo razširila po okoliških vaseh in Gorici, kar je povzročilo veliko veselje med ljudmi. Ljudje so množično prihajali na kraj videnja, kjer so zgradili začasno kapelico, in molili pred Marijinim kipom, ki sta ga po opisu vidkinje izdelala brata Francesco in Pietro Floreani iz Vidma.

## Zaprtje
Oblasti so sprva njeno delovanje prepovedale in jo trikrat zaprle, vendar jo je iz ječe vsakič čudežno rešila Devica Marija. Po ustnem izročilu je bila zaprta v podzemnih ječah v kleteh solkanskega gradu - dvorca Palač. Ko so jo po tretji rešitvi iz ječe našli poglobljeno v molitev na vrhu Svete Gore, so oblasti prepoznale Božje delo in pristale, naj Urška razglaša »nebeško naročilo in prikazanja«. Dne 11. decembra 1540 je goriški podglavar Hieronim Attems daroval gradbeni prostor na Skalnici bodoči Marijini cerkvi. Na kraj prikazanja so romali tudi ljudje iz zelo oddaljenih dežel in strmeli nad opisi čudežnih dogodkov, zato so Skalnico začeli imenovati »Sveta gora«.

## Gradnja in posvetitev cerkve
Ljudsko navdušenje za Sveto Goro je bilo tako veliko, da so v treh letih (1541–1544), kljub težkim razmeram vrh gore zgradili veličastno svetišče. Patriarh Marko Grimani je svetogorskemu svetišču poklonil podobo Božje Matere Marije z Detetom Jezusom, prerokom Izajijem in Janezom Krstnikom, delo slikarja Jacopa Negrettija. Dne 12. oktobra 1544 je cerkev posvetil patriarhov generalni vikar škof Egidij Falcetta. Posvetitve se je udeležila tudi Urška, ki je zaradi posledic ječe zelo oslabela.

## Smrt
Kmalu po posvetitvi cerkve na Sveti Gori je Urška obležala. Po izročilu se je vsak večer iz cerkve na Sveti Gori spustila megla do njene hiše. Obiskovala jo je Mati Božja. Še istega leta je Urška umrla. Ob uri njene smrti sta v cerkvi na Sveti Gori molila dva frančiškana. Videla sta Urško v beli obleki, kako hodi do oltarja proti Materi Božji z Detetom Jezusom v naročju. Ko je prišla do oltarja ji je Devica Marija dala bel venec na glavo. Domneva se, da je pastirica Urška pokopana pri cerkvi sv. Martina v Grgarju, kjer je danes njen nagrobni spomenik z mozaikom prizora prikazanja.

## Trije glavni zgodovinski viri
Poleg trdnega ustnega izročila so trije glavni zgodovinski viri o pastirici Urški zapisi treh zgodovinarjev. To so Franjo Glavinić (1648), Martin Bavčer (1657) in Gian Giacomo D'Ischia (1684). Vsi trije poimenoma navajajo vidkinjoo: "pobožna pastirica, po imenu Uršula, Grgarka" (Franjo Glavinić), "ženska Uršula" (Martin Bavčer), "Uršula Ferligojnica, uboga pastirica" (Gian Giacomo D'Ischia). Martin Bavčer je podatke črpal  iz listin) na Sveti Gori med leti 1630–1640. Franjo Glavinić je bil frančiškanski gvardijan na Sveti Gori (1639–1642) ob proslavljanju prve stoletnice prikazovanj in je verjetno kot raziskovalec in zgodovinar osebno slišal še žive priče dogodkov na Sveti Gori, ko je bil v letih 1610–1613, 1616–1619 in 1619–1622 provincial frančiškanske redovne province Bosne in Hrvaške, kamor je spadala tudi Sveta Gora.

## V literaturi
Pastirica Urška je navdihnila številna umetniška dela. Joža Lovrenčič je leta 1938 njeno zgodbo opisal v delu Legenda o Mariji in pastirici Uršiki.Leta 1939 je bila ob odprtju kapele Urški Ferligoj v Grgarju prvič uprizorjena igra o prikazanju na Sveti Gori z naslovom Na Skalnici avtorja Dragotina Vodopivca.Ivo Česnik je leta 1951 prikazanje popisal v povesti Svetogorska pesem. Primorska pisateljica Zora Piščanc je leta 1979 izdala povest Pastirica Urška, ki pripoveduje o Urškinem otroštvu, Marijinem prikazanju, času v ječi in gradnji božjepotne cerkve na Sveti Gori. Povest temelji na zgodovinskih virih in ustnem izročilu.Pisateljica Berta Golob in ilustratorka Silva Karim sta leta 1994 izdali pobarvanko z naslovom Pastirica Urška. Pisatelj Andraž Arko in ilustratorka Urša Skoberne sta leta 2006 izdala slikanico Pastirica Urška in Svetogorska Kraljica.

## Urškina pot
Urškina pot je tematska krožna pot, ki poteka od Grgarja do Svete Gore. Začne se pri cerkvi svetega Martina v Grgarju. Ima osem postajališč. Od cerkve vodi pot na zahodni del vasi, do Urškine rojstne hiše, kjer je sedaj kapelica. Tik pred vasjo vodi široka makadamska pot na Preški Vrh, ki se nadaljuje do Svetogorske bazilike, ki se nahaja na 682 metrih, leži na najvišji točki poti in ponuja čudovit razgled od Jadranskega morja do Julijskih Alp. Blizu bazilike je Marijanski muzej, kjer je soba posvečena pastirici Urški. Pot se nadaljuje za baziliko in po nekaj minutah doseže kip svetega Frančiška Asiškega. Tam je čudovit pogled na Grgar. Nato se pot strmo spusti do Grgarja. Konča se pri domnevnem Urškinem grobu ob cerkvi v Grgarju.